# Bhuj
Bhuj (ભુજ) és una ciutat i municipalitat al districte de Kachchh (o Kutch i altres variants) a Gujarat, Índia. El 2001 tenia 136.429 habitants (26.362 el 1901).
Fou fundada per Rao Hamirji el 1510 i fou la capital de Kutch en temps de Rao Khengarji I el 1549. Modernament fou capital del districte de Kachchh, el segon més gran de l'Índia. La ciutat va patir un terratrèmol el 2001, i va quedar damnada.